# Impatiens tafononensis
Impatiens tafononensis är en balsaminväxtart som beskrevs av Fischer och Raheliv. Impatiens tafononensis ingår i släktet balsaminer, och familjen balsaminväxter. Inga underarter finns listade i Catalogue of Life.